# Етно парк у Совљаку
Етно парк у Совљаку (Општина Богатић) чине објекти: кућа, амбар, стаја, коларница, хлебна пећ и трем за пољопривредне алатке.
Формиран је 1971. године на површини од 2 хектара, са аутентичним приказом изворне народне архитектуре и целокупном унутрашњом опремом и производима народне радиности, уметничког и привредног карактера, као и свим предметима везаним за свакодневни живот на селу. Садржај етнопарка чине примерци десет типских грађевина, које представљају мачванску кућу са окућницом, каква је била крајем 19. и почетком 20. века.

## Хајдучко вече - свадба
У дворишту се у августу сваке године одвија део традиционалне свадбе у оквиру туристичке манифестације „Хајдучко вече”, где сватови који долазе из Богатића, из куће изводе младу.

## Изглед етно парка
Совљак се налази на путу Богатић – Црна Бара, пет километара од општинског центра Богатића и исто толико удаљен од реке Дрине. У Етно-парку аутетнично двориште са окућницом, старо више од стотину година. Двориштем доминира кућа, грађена у другој фази градње у Мачви типа „осећански“, типична за тадашње време – са два улаза, тј. улазом и излазом и сунчаним сатом који означава тачно време. Уз кућу је стара липа чије је стабло пречника 1,80 метара.
У дворишту је вајат у којем су у прошлости заједнички живот започињали младенци, чардак - чији се горњи део користио за складиштење кукуруза, а доњи зидани део као остава или подрум. У отвореним шупама су се држала превозна средства – чезе, фијакери, таљиге и санке. Данас су ова, некада једина превозна средства, сачувани као музејски експонати. На прошло време и жетвене обичаје подсећа вршалица пшенице.
Сачувани су и пољска фуруна у којој се пекао хлеб, а у јесен сушиле шљиве и амбар у којем се у прошлости чувала пшеница, зоб и јечам. Ентеријер куће је аутентичан за прошли век. Ту су: кревет, синија, разбој, дубак, колекевка, преслица и други предмети који су се употребљавали у домаћинству. У кући се налази и стална поставка мачванских сликара.